# Papiernia (Górowo Iławeckie)
Papiernia (deutsch Papiermühle) ist ein niedergegangener Ort in der polnischen Woiwodschaft Ermland-Masuren. Seine Ortsstelle liegt im Gebiet der Landgemeinde Górowo Iławeckie (Landsberg) im Powiat Bartoszycki, bis 1945 im Kreis Preußisch Eylau in Ostpreußen.

## Geographische Lage
Die Ortsstelle von Papiermühle liegt an der Walsch (polnisch Wałsza) im Nordwesten der Woiwodschaft Ermland-Masuren, 23 Kilometer südwestlich der einstigen und heute auf russischem Hoheitsgebiet gelegenen Kreisstadt Preußisch Eylau (russisch Bagrationowsk) bzw. 31 Kilometer westlich der jetzigen Kreismetropole Bartoszyce (Bartenstein).

## Geschichte
Die einstige Wassermühle wurde 1680 gegründet und vor 1905 Papiermühle Finken, nach 1905 Papiermühle genannt. Sie gehörte zu den ersten ihrer Art in Ostpreußen. Ihre Entstehung verdankt sie der Familie von Kreytzen. 1680 nämlich schloss der Erbherr von Groß Peisten (polnisch Piasty Wielkie) Hans von Kreytzen einen Vertrag mit dem Papiermachergesellen Nikolaus Krüger aus der Ecker (heute russisch Poretschje) über die Einrichtung einer Papiermühle nahe dem Dorf Finken (polnisch Zięby).
Nach 1720 übernahm der Papiermacher Johann Wilhelm Steinmetz die Mühle. Hochverschuldet musste er sie aber 1749 wieder aufgeben. Sie wurde an den Papiermacher Emanuel Austigall in Ludwigsort (russisch Laduschkin) verpachtet.
Bis ins 19. Jahrhundert hinein wurde die Papiermühle Finken von der Familie Austigall bewirtschaftet, dann übernahm sie Gottfried Gelinsky. Nach Einführung der Dampfkraft war die Mühle nicht mehr rentabel. Der Betrieb wurde eingestellt.
Am 19. Mai 1866 wurden die Grundmühle und die Papiermühle Finken aus dem Gutsbezirk Groß Peisten (Piasty Wielkie) in die Landgemeinde Finken (Zięby) umgegliedert, und als Ortsteile von Finken wurden beide am 1. Januar 1908 als zum Amtsbezirk Buchholz (polnisch Bukowiec) zugehörig genannt.
Im Zusammenhang der Abtretung des gesamten südlichen Ostpreußen an Polen erhielt Papiermühle 1945 die polnische Namensform „Papiernia“, doch wurde der Ort nicht mehr langanhaltend besiedelt. Er gilt heute als untergegangen. Seine Ortstelle liegt innerhalb der Gmina Górowo Iławeckie (Landgemeinde Landsberg) im Powiat Bartoszycki (Kreis Bartenstein), von 1975 bis 1998 der Woiwodschaft Olsztyn, seither der Woiwodschaft Ermland-Masuren zugehörig.

## Religion
Bis 1945 war Papiermühle Finken in das Kirchspiel der evangelischen Kirche Buchholz (Ostpreußen) in der Kirchenprovinz Ostpreußen der Kirche der Altpreußischen Union eingepfarrt.

## Verkehr
Die Ortsstelle von Papiermühle ist erreichbar über eine Landwegverbindung, die von Zięby (Finken) aus in südlicher Richtung bis zur Ortsstelle von Grądowy Młyn (Grundmühle) führt.